# Rangely
Rangely – miasto w Stanach Zjednoczonych, w stanie Kolorado, w hrabstwie Rio Blanco.